# Gerrit van der Tuuk
Gerrit van der Tuuk (Oude Pekela, 3 juli 1917 - Neuengamme, 6 maart 1945) was een Nederlandse leraar en verzetsstrijder.

## Biografie
Van der Tuuk was een zoon van de opzichter Gerrit van der Tuuk en Luiktje Alsema. Hij was ongehuwd.
Hij was leraar wis- en natuurkunde aan een christelijke HBS. Van der Tuuk woonde te Stadskanaal en was gereformeerd.
Van der Tuuk was lid van Landelijke Organisatie voor Hulp aan Onderduikers en werkzaam voor de Illegale pers. Verder verzorgde hij onderduikers en was hij contactadres voor de Ordedienst.
Hij werd op 15 april 1944 gearresteerd door de SD. Hij heeft gevangengezeten in het Scholtenhuis in Groningen. Tot 3 mei 1944 zat hij in het Huis van Bewaring aldaar en tot half oktober in Amersfoort. Op 11 oktober 1944 werd hij met ruim 1.400 anderen naar het concentratiekamp Neuengamme bij Hamburg gebracht waar hij op 6 maart 1945 door uitputting is overleden.
In Stadskanaal in de provincie Groningen is een straat naar hem vernoemd: de Gerrit van der Tuuklaan.